# 冬候鳥
《冬候鳥》（韓語：겨울새）是韓國MBC自2007年9月15日起播出的週末特別計劃連續劇，改編自韓國作家金秀賢的同名小說。

## 劇情簡介
朴永恩（朴宣暎飾）被鄭會長收養，默默喜歡著鄭道賢（李泰坤 飾），被李夫人注意到，便安排永恩相親，便嫁給朱慶宇（尹相鉉 飾），跟著他的母親姜女士（朴元淑 飾）一同生活，但經歷結婚、離婚，一場接著一場的夢魘，努力找出自我......

## 演出陣容

### 主要角色
| 演員   | 角色   | 介紹 | 本劇年齡 |
| 朴宣暎 | 朴永恩 | 獨自迎著命運狂風而立的冬鳥般的女孩。專攻設計，職業是家具設計師。高中一年級時，在短短幾個月的時間裡，英恩的母親病故，開日本餐廳的父親也不幸因車禍身亡。她在失去雙親後來到父親小學時代的師兄、餐廳主顧鄭會長家生活。突然同時失去父母的失落感對她的性格造成很大影響，她不由自主地過於在意自己寄人籬下的處境。她自然而然地喜歡上鄭會長的兒子道賢，但並不表露出來。道賢對她來說只是憧憬和思慕的對象，而不能貪求結果，因此她努力做個講禮貌的好妹妹。在鄭會長的悉心關照下，她沒受什麼磨難就長大成人。但她很清楚鄭會長夫人對自己的戒心，於是與鄭會長為她挑選的男孩慶宇訂了婚。 | 27歲     |
| 李泰坤 | 鄭道賢 | 鄭會長之子。他認為要與真心相愛的女孩結婚。凡事態度明確，一意孤行。雖然想專攻雕刻，卻因為父親反對而改學了經營專業。性格並不灑脫豪爽，但只對英恩寬容體貼。他一直無法擺脫只能把永恩當做妹妹的觀念，在得知永恩和京宇訂婚的消息後，才醒悟到自己其實深愛永恩。雖然父母強烈反對，但他的決心不改。不幸的是在他學成歸來時，已是永恩舉行婚禮的前一天。他無可奈何地放棄了這份感情，可是得知永恩不幸後，才意識到自己何等不負責任。這時他試圖以愛來保護永恩，讓她克服傷痛，自信地吐露出自己的心聲。他積極介入永恩的生活，但母親的反對並不容易抗拒。                                 | 32歲     |
| 尹相鉉 | 朱慶宇 | 永恩的丈夫。他畢業於一流大學，是個皮膚科醫生。表面看起來彬彬有禮，溫柔善良。他性格內向，非常依賴母親，具有多種人格和多副面孔。本性脆弱善良，很有主見，但因為母親過於強求他付出愛，使他無法闡述和堅持自己的主張，心靈變得扭曲。雖然喜歡妻子永恩，但他無法拒絕母親的要求，孩子氣而小心眼，如果自己的慾望和要求得不到滿足就會變得瘋狂暴躁。以前他也曾因為母親江女士與心愛的女孩分手。他雖愛永恩，但不懂如何去愛，於是成為任由母親擺佈的玩偶。 | 32歲     |
| 黃正音 | 珍兒   | | 28歲     |
| 張伸瑛 | 熙真   | | 27歲     |

### 其他角色
| 演員   | 角色   | 本劇年齡         |
| 朴元淑 | 姜女士 | 60歲             |
| 方敏絮 | 表嫂   | 52歲             |
| 鄭漢憲 | 崔司機 | 53歲             |
| 張 勇  | 鄭會長 | 63歲             |
| 尹美羅 | 李女士 | 60歲             |
| 林藝真 | 鄭恩淑 | 55歲，姑姑。     |
| 李多珍 | 鄭敏希 | 27歲             |
| 朴亨宇 | 東宇   | 29歲             |
| 朴貞洙 | 淑子   | 50歲，熙真母親。 |
| 柳在良 | 光旭   | 25歲             |
| 韓藝仁 | 柳羅   | 22歲             |
| 趙東赫 | 志宏   | 32歲             |
| 高貞敏 | 宋善淑 | 30歲             |

## 外部連結
- 韓國MBC （页面存档备份，存于）
- 臺灣緯來（繁體中文）

| MBC 週末特別計劃劇                            | MBC 週末特別計劃劇                                | MBC 週末特別計劃劇 |
| --------------------------------------------- | ------------------------------------------------- | ------------------ |
|                                               | 冬候鳥 （2007年9月15日 - 2008年3月2日）           |                    |
| 9局下半2出局 （2007年7月14日 - 2007年9月9日） | 我人生最後的緋聞 （2008年3月8日 - 2008年4月27日） |                    |

| 臺灣 緯來戲劇台 星期一至五 22:00 - 23:00     | 臺灣 緯來戲劇台 星期一至五 22:00 - 23:00     | 臺灣 緯來戲劇台 星期一至五 22:00 - 23:00 |
| -------------------------------------------- | -------------------------------------------- | ---------------------------------------- |
|                                              | 冬候鳥 （2009年2月2日 - 2009年4月29日）      |                                          |
| 真愛On Air （2008年12月8日 - 2009年1月30日） | 情定泰勒瓦 （2009年4月30日 - 2009年6月16日） |                                          |